# Alfred Sauer

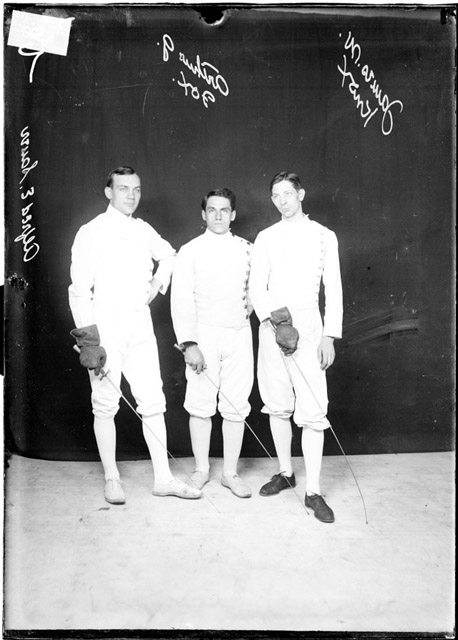
Die Fechter Alfred E. Sauer (links), Arthur G. Fox (Mitte) und James W. Knox (rechts), 1909

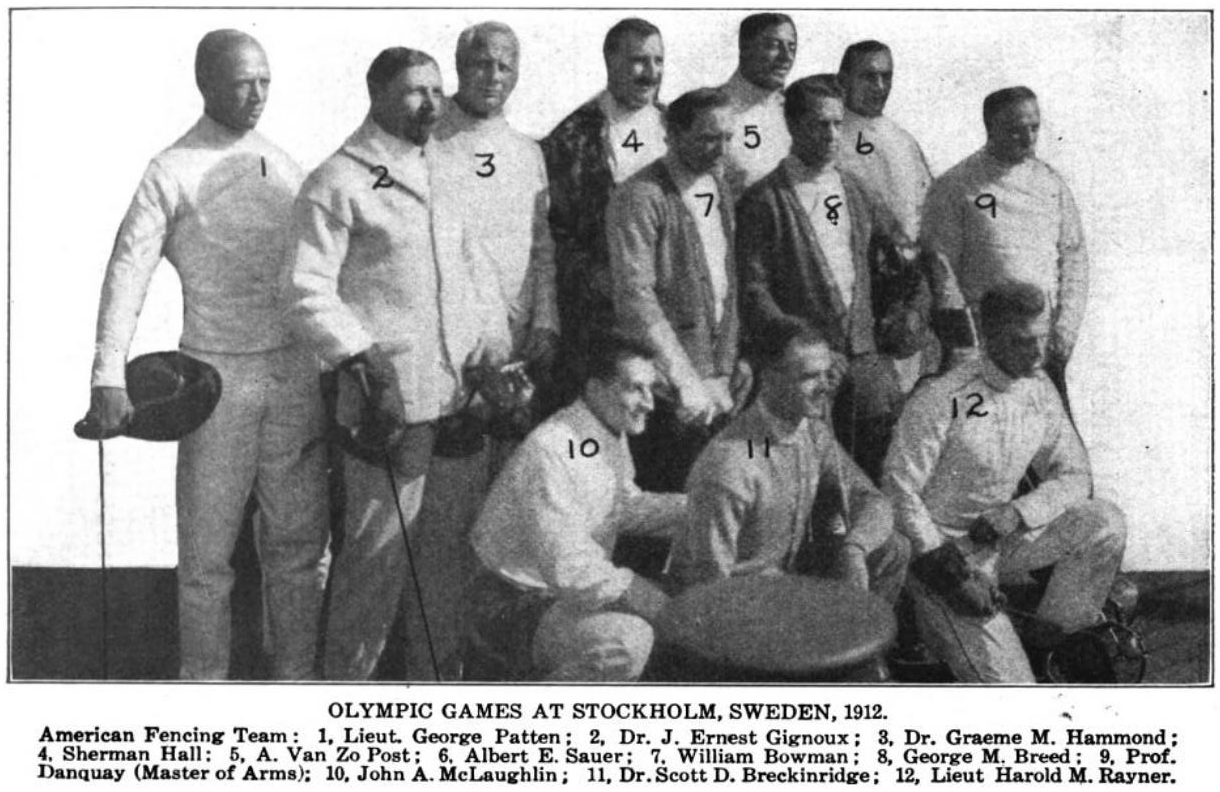
Gruppenfoto der US-amerikanischen Fechtmannschaft bei den Olympischen Sommerspielen 1912 in Stockholm

Alfred Ernst Sauer (* 31. Juli 1880 in Würzburg, Deutsches Reich; † 11. November 1943 in Magnolia Springs, Alabama) war ein US-amerikanischer Fechter deutscher Herkunft.

## Leben
Alfred Sauer wurde in Deutschland geboren, ließ sich aber 1891 mit seiner Familie in Illinois in den Vereinigten Staaten nieder. Später vertrat er den Illinois Athletic Club, lernte jedoch als Teenager das Fechten bei der Chicagoer Turngemeinde. Sauer gewann die US-Meisterschaften mit allen drei Waffen, wobei er 1909 den Säbel, 1913 den Degen und 1916 den Floretttitel gewann. Außerdem qualifizierte er sich für die Olympiamannschaft von 1912 in allen drei Waffen und nahm an Wettkämpfen teil. Sauer wurde in seiner Fechtuniform begraben, was sein Wunsch war.
Sauer war mit Emma Ida Hofer verheiratet, Vater von Alfred Ernst Sauer, Robert Frederick Sauer und Berniece Margarite Sauer. Er war 3-facher nationaler Meister im Fechten; vertrat die Vereinigten Staaten bei den Olympischen Spielen 1912 in Stockholm, Schweden. Später war er pensionierter Chefangestellter der Michigan Central Railroad.